# 13273 Cornwell
13273 Cornwell eller 1998 QW37 är en asteroid i huvudbältet som upptäcktes den 17 augusti 1998 av LINEAR i Socorro County, New Mexico. Den är uppkallad efter Walker Cornwell.
Asteroiden har en diameter på ungefär 3 kilometer.